# District de Haukipudas
Le district de Haukipudas (en finnois : Haukiputaan suuralue) est un district de la ville d'Oulu en Finlande.

## Description
Au 1er janvier 2013, la municipalité de Haukipudas a fusionné avec Oulu et devenant ainsi le district de Haukipudas.
Au 31 décembre 2018, le district a 13 033 habitants.